# 蒙伯通
蒙伯通（法語：Montbeton，法語發音：[mɔ̃bətɔ̃]）是法国奥克西塔尼大区塔恩-加龙省的一个市镇，位于该省中部，省会蒙托邦市区以西，属于蒙托邦区和大蒙托邦城市圈公共社区。

## 地理
蒙伯通（44°0'41"N, 1°17'6"E）面积15.98 平方千米，位于法国奧克西塔尼大區塔恩-加龙省，该省份为法国西南部内陆省份，北起顺时针与洛特省、阿韦龙省、塔恩省、上加龙省、热尔省和洛特-加龙省接壤。
与蒙伯通接壤的市镇（或旧市镇、城区）包括：阿尔伯弗耶-拉加尔德、埃斯卡塔朗、拉库尔圣皮埃尔、拉维勒迪约-迪唐普勒、蒙托邦。

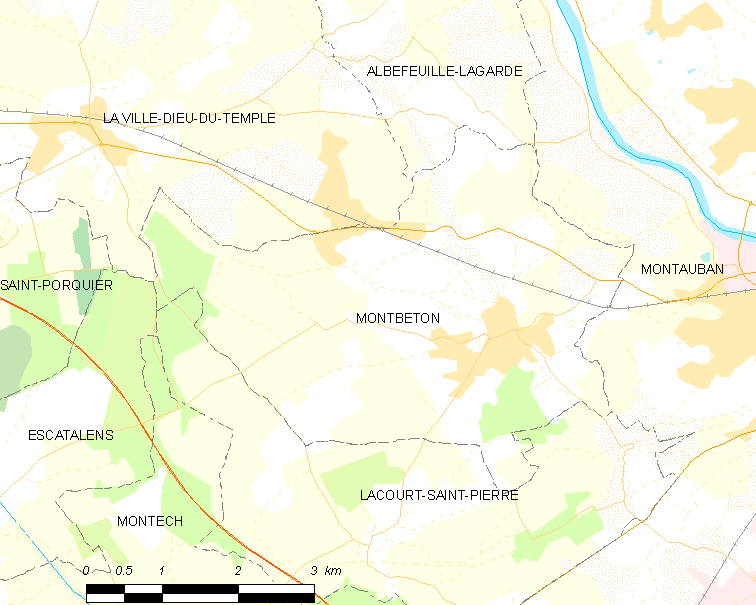
蒙伯通的OSM定位图

蒙伯通的时区为UTC+01:00、UTC+02:00（夏令时）。

## 行政
蒙伯通的邮政编码为82290，INSEE市镇编码为82124。

## 政治
蒙伯通所属的省级选区为蒙泰什县。

## 人口

1962-2008年间蒙伯通人口变化图示

蒙伯通于2022年1月1日时的人口数量为4335人。